# Ansu Fati
Anssumane „Ansu” Fati Vieira (ur. 31 października 2002 w Bissau) – hiszpański piłkarz pochodzący z Gwinei Bissau, występujący na pozycji napastnika, reprezentant Hiszpanii. Uczestnik Mistrzostw Świata 2022.

## Lata młodzieńcze
4 lata przed narodzinami Fatiego w Gwinei Bissau wybuchła wojna domowa, następnie (w 2003 roku) miał miejsce zamach stanu. Rodzice Ansu Fatiego martwili się o przyszłość swoich dzieci, w związku z czym ich ojciec, Bori, opuścił ojczyznę celem poszukiwania miejsca, w którym jego dzieci miałyby lepszą przyszłość. Bori najpierw wyemigrował do Portugalii, gdzie próbował swoich sił w niższych ligach piłkarskich. Podczas pobytu w Portugalii ojciec Ansu Fatiego usłyszał, że hiszpańska Marinaleda oferuje pomoc imigrantom. Kilka dni po narodzinach Ansu Fati wraz z rodziną wyemigrował do Hiszpanii.

## Kariera klubowa

### Kariera juniorska
Fati w 2009 roku trafił do juniorskiego zespołu CDF Herrera. W latach 2010–2012 reprezentował juniorskie barwy klubu Sevilla FC. W 2012 został sprowadzony przez FC Barcelonę i zasilił juniorów tego klubu. W grudniu 2015 doznał kontuzji – złamał kość piszczelową i strzałkową. W sezonie 2018/2019 rozegrał w Lidze Młodzieżowej UEFA 9 meczów, w których strzelił 4 gole i zaliczył 3 asysty. W 2019 roku ogłoszono, że dołączy do drużyny rezerw. 21 sierpnia 2019 po raz pierwszy uczestniczył w treningu pierwszej drużyny FC Barcelony.

### Kariera seniorska
25 sierpnia 2019 został powołany przez trenera Ernesto Valverde na ligowe spotkanie z Realem Betis, co było spowodowane kontuzjami podstawowych zawodników – Lionela Messiego, Ousmane Dembélé i Luisa Suáreza. Fati pojawił się na boisku w 78 minucie spotkania, zostając drugim najmłodszym piłkarzem, występującym w pierwszej drużynie w historii FC Barcelony, mając 16 lat i 298 dni. W następnym meczu z Osasuną zdobył bramkę, stając się najmłodszym strzelcem w historii klubu. W kolejnym meczu z Valencią, zdobył kolejną bramkę i zaliczył asystę, stając się najmłodszym piłkarzem La Liga, który zrobił to w jednym meczu. W plebiscycie Golden Boy 2019 zajął 6. miejsce, plasując się za João Félixem, Jadonem Sancho, Kai Havertzem, Erlingiem Hålandem i Matthijsem de Ligtem. 17 września 2019 zadebiutował w Lidze Mistrzów UEFA w meczu z Borussią Dortmund i stał się najmłodszym piłkarzem, który kiedykolwiek zagrał w tych rozgrywkach w barwach FC Barcelony. 10 grudnia 2019, w wieku 17 lat i 40 dni strzelił gola przeciwko Interowi Mediolan i stał się najmłodszym piłkarzem, który zdobył bramkę w meczu Ligi Mistrzów UEFA.
23 września 2020 oficjalnie został zawodnikiem „pierwszej” drużyny FC Barcelony, w związku z czym jego klauzula odstępnego wzrosła do 400 milionów euro. W listopadzie 2020 doznał kontuzji łąkotki w lewym kolanie. 5 sierpnia 2021 powrócił do treningów.
1 września 2023 roku został wypożyczony na rok do angielskiego klubu Brighton & Hove Albion.
1 lipca 2025 roku znów udał się na wypożyczenie – tym razem do grającego w lidze francuskiej AS Monaco.

## Kariera reprezentacyjna
Fati pierwotnie miał możliwość reprezentowania tylko Gwinei Bissau, jednak nigdy nie wystąpił jako reprezentant tego kraju w jakiejkolwiek kategorii wiekowej. Po zadebiutowaniu w LaLiga, RFEF wykazał zainteresowanie Fatim. Ansu Fati mógł reprezentować Portugalię, ponieważ jego dziadkowie urodzili się w kolonialnej Gwinei Portugalskiej.
We wrześniu 2019, szesnastoletni wówczas Fati otrzymał hiszpańskie obywatelstwo. 11 października 2019 został powołany do reprezentacji Hiszpanii U-21. 15 października tego samego roku zadebiutował w „La Rojita”.
20 sierpnia 2020 został powołany przez Luisa Enrique do „seniorskiej” reprezentacji Hiszpanii na mecze z reprezentacją Niemiec i Ukrainy, rozegrane w ramach Ligi Narodów UEFA. 3 września 2020 zadebiutował w „La Roja”. 6 września 2020 strzelił swojego pierwszego gola w reprezentacji Hiszpanii i jednocześnie został najmłodszym strzelcem w historii tej reprezentacji.

## Statystyki

### Klubowe
(aktualne na 3 maja 2025)
| Klub                          | Sezon      | Liga             | Liga  | Liga   | Puchar kraju | Puchar kraju | Puchar ligi | Puchar ligi | Europa | Europa | Inne  | Inne   | Razem | Razem  |
| Klub                          | Sezon      | Liga             | Mecze | Bramki | Mecze        | Bramki       | Mecze       | Bramki      | Mecze  | Bramki | Mecze | Bramki | Mecze | Bramki |
| ----------------------------- | ---------- | ---------------- | ----- | ------ | ------------ | ------------ | ----------- | ----------- | ------ | ------ | ----- | ------ | ----- | ------ |
| FC Barcelona                  | 2019/2020  | Primera División | 24    | 7      | 3            | 0            | –           | –           | 5      | 1      | 1     | 0      | 33    | 8      |
| FC Barcelona                  | 2020/2021  | Primera División | 7     | 4      | 0            | 0            | –           | –           | 3      | 1      | 0     | 0      | 10    | 5      |
| FC Barcelona                  | 2021/2022  | Primera División | 10    | 4      | 1            | 0            | –           | –           | 3      | 1      | 1     | 1      | 15    | 6      |
| FC Barcelona                  | 2022/2023  | Primera División | 36    | 7      | 5            | 2            | –           | –           | 8      | 0      | 2     | 1      | 51    | 10     |
| FC Barcelona                  | 2023/2024  | Primera División | 3     | 0      | 0            | 0            | –           | –           | 0      | 0      | 0     | 0      | 3     | 0      |
| FC Barcelona                  | 2024/2025  | Primera División | 6     | 0      | 1            | 0            | –           | –           | 4      | 0      | 0     | 0      | 11    | 0      |
| FC Barcelona                  | Ogólnie    | Ogólnie          | 86    | 22     | 10           | 2            | 0           | 0           | 23     | 3      | 4     | 2      | 123   | 29     |
| Brighton & Hove Albion (wyp.) | 2023/2024  | Premier League   | 19    | 2      | 1            | 0            | 1           | 0           | 6      | 2      | –     | –      | 27    | 4      |
| W karierze                    | W karierze | W karierze       | 105   | 24     | 11           | 2            | 1           | 0           | 29     | 5      | 4     | 2      | 150   | 33     |

### Reprezentacyjne
(aktualne na 15 czerwca 2023)
| Reprezentacja | Rok     | Mecze | Bramki |
| ------------- | ------- | ----- | ------ |
| Hiszpania     | 2020    | 4     | 1      |
| Hiszpania     | 2022    | 3     | 1      |
| Hiszpania     | 2023    | 1     | 0      |
| Ogólnie       | Ogólnie | 8     | 2      |

## Sukcesy

### FC Barcelona
- Mistrzostwo Hiszpanii: 2022/2023, 2024/2025
- Puchar Króla: 2020/2021, 2024/2025
- Superpuchar Hiszpanii: 2022/2023, 2024/2025

### Wyróżnienia
- Piłkarz miesiąca Primera División: wrzesień 2020[32]
- Jedenastka rewelacji Primera División według UEFA: 2019/2020[33]

### Rekordy

#### FC Barcelona
- Najmłodszy strzelec w Primera División w historii FC Barcelony: 16 lat i 304 dni[10]
- Najmłodszy strzelec gola na Camp Nou: 16 lat i 318 dni[10]
- Najmłodszy piłkarz FC Barcelony, który wystąpił w podstawowym składzie na Camp Nou: 16 lat i 318 dni[10]
- Najmłodszy piłkarz, który zaliczył asystę i zdobył bramkę w jednym meczu w historii Primera División: 16 lat i 318 dni[10]
- Najmłodszy piłkarz FC Barcelony, który wystąpił w Lidze Mistrzów: 16 lat i 321 dni[10]
- Najmłodszy strzelec gola w historii Ligi Mistrzów: 17 lat i 40 dni[10]
- Najmłodszy zawodnik, który wystąpił w Superpucharze Hiszpanii: 17 lat i 70 dni[34]
- Najmłodszy zdobywca dubletu w historii Primera División: 17 lat i 94 dni[35]
- Najmłodszy piłkarz, który został zawodnikiem miesiąca w historii Primera División: 17 lat i 345 dni[32]
- Pierwszy piłkarz, który strzelił 2 bramki w Lidze Mistrzów przed 18 rokiem życia: 17 lat i 355 dni[36]
- Zdobywca największej ilości goli przed 18 rokiem życia w historii Primera División[37]

#### Reprezentacja Hiszpanii
- Najmłodszy strzelec gola w historii reprezentacji Hiszpanii: 17 lat i 311 dni[31]
- Najmłodszy piłkarz, który wystąpił od początku meczu w historii Ligi Narodów: 17 lat i 311 dni[38]
- Najmłodszy zdobywca gola w historii Ligi Narodów: 17 lat i 311 dni[39]